# دايتون والر
دايتون والر (بالإنجليزية: Dayton Waller)‏ هو فلاح وصاحب مطعم وشخصية أعمال وسياسي أمريكي، ولد في 2 أبريل 1925 في شريفبورت في الولايات المتحدة، وتوفي بنفس المكان في 26 مايو 2015. حزبياً، نشط في الحزب الديمقراطي. وقد انتخب عضو مجلس نواب لويزيانا.